# Décembre 1818
Cette page présente les faits marquants du mois de décembre 1818.

## Événements

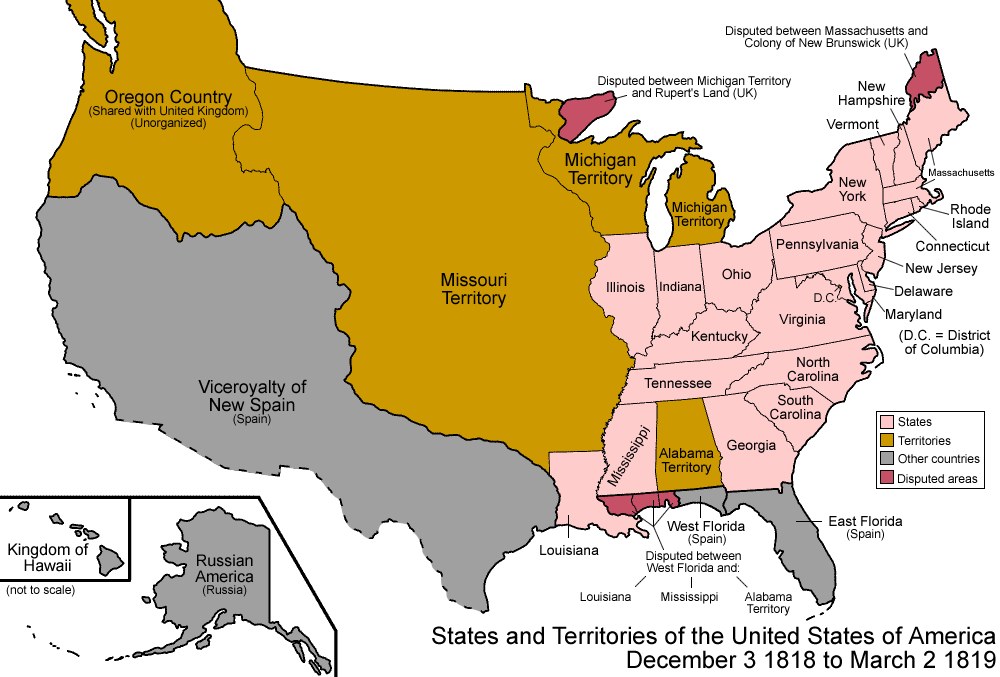
3 décembre 1818 - 2 mars 1819

- 3 décembre : la partie sud du Territoire de l'Illinois devient le 21e État, l'Illinois, ce qui donne la majorité aux États antiesclavagistes. La partie nord est réassignée au Territoire du Michigan[1]

- 21 décembre : Crise politique en France qui mènera à la fin du Ministère Armand-Emmanuel du Plessis de Richelieu (1)
- 29 décembre, France : gouvernement constitutionnel de Decazes, axé sur la gauche (fin en 1820). Dessolles est nommé ministre des Affaires étrangères et président du Conseil (fin en 1819).

## Naissances
- 2 décembre[2] : Sophie de Castellane, écrivaine française († 1904)
- 3 décembre : Max Joseph von Pettenkofer (mort en 1901), chimiste et hygiéniste bavarois.
- 16 décembre : Karl Müller (mort en 1899), bryologiste allemand.
- 17 décembre : John Lawrence Smith (mort en 1883), chimiste américain.
- 21 décembre : 
  - Amélie d’Oldenbourg (morte le 20 mai 1875), fille du grand-duc Paul Frédéric Auguste d'Oldenbourg, épouse du roi élu Othon Ier de Grèce
  - Charles Walter Stuart (mort le 15 décembre 1900), pair écossais, membre de la Chambre des lords
- 24 décembre : James Prescott Joule (mort en 1889), physicien et brasseur britannique.
- 28 décembre : Carl Remigius Fresenius (mort en 1897), chimiste allemand.

## Décès
- 8 décembre : Johan Gottlieb Gahn (né en 1745), chimiste suédois.